# طوطی کوتوله سینه‌سرخ
طوطی کوتوله سینه‌سرخ (نام علمی: Micropsitta bruijnii)، گونه‌ای طوطی از خانواده طوطیان سبز است. زیستگاه طبیعی آن جنگلهای شمالی، جنگل‌های خشک نیمه‌گرمسیری یا گرمسیری، و جنگل‌های جلگه‌ای نمناک نیمه‌گرمسیری یا گرمسیری جزایر ملوک و ملانزی است.